# كيث ستريكلاند
كيث ستريكلاند (بالإنجليزية: Keith Strickland)‏ هو موسيقي وعازف قيثارة أمريكي، ولد في 26 أكتوبر 1953 في أثينا في الولايات المتحدة.

## وصلات خارجية
- كيث ستريكلاند على موقع IMDb (الإنجليزية)
- كيث ستريكلاند على موقع ميوزك برينز (الإنجليزية)
- كيث ستريكلاند على موقع إن إن دي بي (الإنجليزية)
- كيث ستريكلاند على موقع أول ميوزيك (الإنجليزية)
- كيث ستريكلاند على موقع ديسكوغز (الإنجليزية)